# Jim Paxson
Pour les articles homonymes, voir Paxson et Jim Paxson Sr..
James Joseph « Jim » Paxson, né le 9 juillet 1957 à Kettering dans l'Ohio, est un joueur américain de basket-ball ayant évolué au poste d'arrière-ailier de 1979 à 1990 en NBA.

## Biographie
Il évolue avec les Flyers de l'université de Dayton. Il joue sous les couleurs des Trail Blazers de Portland et des Celtics de Boston et est intronisé au Oregon Sports Hall of Fame en 1998.
Paxson est All-Star à deux reprises.
Il devient ensuite general manager aux Cavaliers de Cleveland de 1999 à 2005. Il est le frère aîné du joueur et general manager John Paxson.
Le 5 juillet 2006, Paxson est engagé en tant que consultant par les Bulls Chicago.